# Trizogeniates costatus
Trizogeniates costatus är en skalbaggsart som beskrevs av Ohaus 1917. Trizogeniates costatus ingår i släktet Trizogeniates och familjen Rutelidae. Inga underarter finns listade i Catalogue of Life.